# Burj al-Fateh

El Burj al-Fateh es un hotel de cinco estrellas en el centro de Jartum, la capital de Sudán, en el punto de encuentro del Nilo Azul y el Nilo Blanco y en el centro del distrito comercial y administrativo de Jartum. Se encuentra al lado del Salón de la Amistad de Jartum y el Puente de Tuti.
El hotel fue inaugurado el 17 de agosto de 2008. Cuenta con 18 pisos, 173 habitaciones y 57 suites, todas con vistas panorámicas de Jartum y del Nilo. El hotel tiene seis restaurantes y cafeterías e instalaciones de ocio, que incluyen spa, gimnasio, tenis y squash.
Fue construido y financiado por el gobierno libio a un costo de más de 80 millones de dólares. El edificio tiene una fachada curva oval y está diseñado para parecerse a un barco de vela. Se le conoce como el "Huevo de Gaddafi", ya que es un proyecto financiado por Libia.